# دستیار فیلم‌بردار

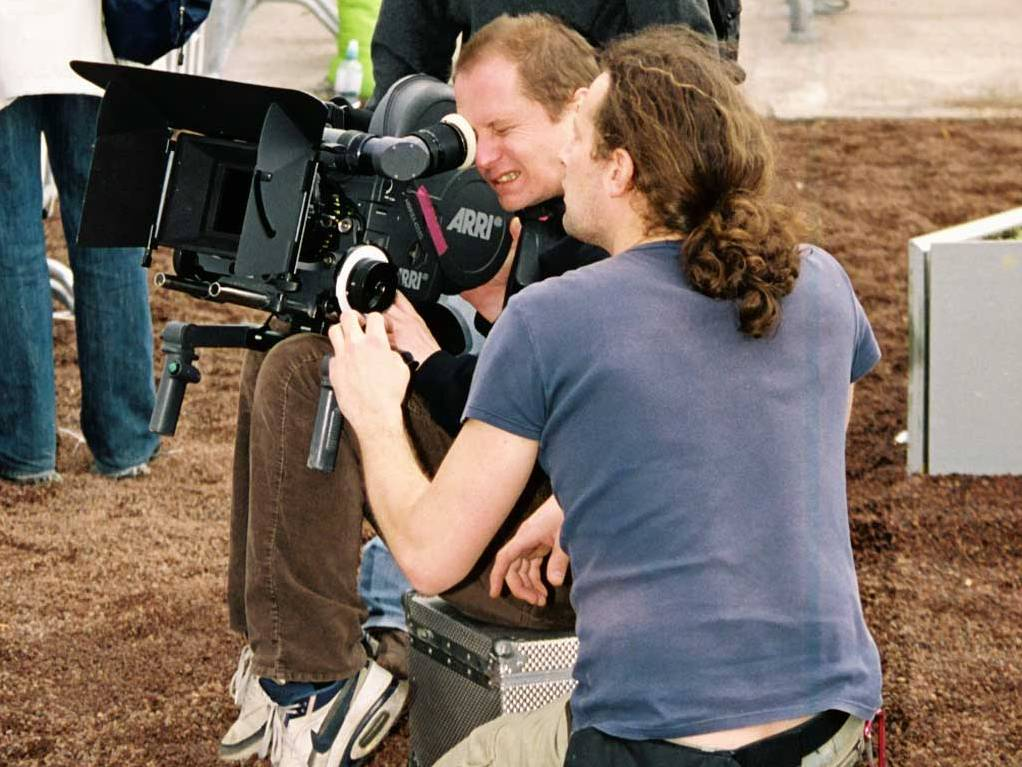

دستیار فیلم‌بردار به فرد یا افرادی گفته می‌شود که برای کمک کردن به فیلم‌بردار و مدیر فیلم‌برداری در گروه سازنده یک فیلم حضور دارند.
دستیار فیلم‌بردار شرايط حضور فيلمبردار را آماده مى كند و مسئول حفظ و نگهداری دوربین  و کسب اطمینان از سالم بودن و صحت کار آن است. او وظیفه تغییر عدسی، تعویض فیلم دان و تغییر فاصله کانونی، طی فیلم‌برداری را نیز به عهده دارد. او همچنین مسئول به راه انداختن دوربین و قرار دادن آن در محل تعیین شده‌است. ممکن است از چندین دستیار فیلم‌برداری استفاده شود که معمولاً در پروژه‌های بزرگ این کار انجام می‌شود، در این صورت این وظایف بین آن‌ها تقسیم می‌شود. همچنین ممکن است فردی را به عنوان متصدی دوربین نیز استخدام کنند تا حفاظت از دوربین و انجام کارهای فنی آن را به عهده او بگذارند.

## اعضای گروه فیلم‌برداری
یک گروه فیلم‌برداری می‌تواند به ترتیب شامل این افراد باشد:
- مدیر فیلم‌برداری
- فیلم‌بردار
- دستیار اول فیلم‌بردار
- دستیار دو فیلمبردار
- نور پرداز
- گروه فنی (ممکن است تا ۱۰ نفر یا بیشتر هم برسند)

وظیفه دستیار اول فیلم‌بردار این است که شرایط را برای حضور فیلم‌بردار آماده کند. این شرایط، آماده‌سازی دوربین فیلم‌برداری، مدیریت دستیار دوم، دستیار نور و گروه تکنسین برای چیدمان نور و وسایل حرکتی را شامل می‌شود.

## شرح وظایف
دستیار فیلم‌بردار در سه حوزه فعالیت دارد:
- تهیه مقدمات
- زمان فیلم‌برداری
- زمان پس از فیلم‌برداری

### تهیه مقدمات
دستیار فیلم‌بردار پیش از آغاز فیلم‌برداری موظف است ابزار مختلف فیلم‌برداری نظیر دوربین فیلم‌برداری، لنزها، فیلترها، کابل‌ها، باتری‌ها و… را بازبینی کند و از درست کار کردن هر یک مطمئن شود. دستیار فیلم‌بردار باید تشخیص بدهد که برای هر روز کاری با توجه به برنامه فیلم‌برداری و تعداد برداشت‌ها و طول احتمالی برداشت‌ها به چه تعداد کاست نیاز است. کاست‌ها پیش از شروع فیلم‌برداری آماده می‌شوند. همچنین او باید به تعداد لازم باتری شارژ شده همراه داشته باشد. دستیار فیلم‌بردار باتجربه با توجه به شرایط کاری و نوع فیلم پیش‌بینی می‌کند که به چه ابزاری ممکن است سر صحنه فیلم‌برداری نیاز باشد و آن‌ها را از پیش آماده می‌کند.

### زمان فیلم‌برداری
در روز فیلم‌برداری، دستیار فیلم‌بردار بر اساس دستور کارگردان و مدیر فیلم‌برداری دوربین را در جای مناسب خود مستقر می‌کند. کابل‌های منبع نیرو، مانیتور و… را وصل می‌کند. از آنجا که کابل‌های بسیاری ابزارهای فیلم‌برداری را به هم وصل می‌کنند، لازم است همه آن‌ها به شکل مرتبی قرار بگیرند تا کار کردن ممکن شود. این کار از وظایف دستیار فیلم‌بردار است.
به هنگام تمرین، دستیار فیلم‌بردار محل قرار گرفتن بازیگران را علامت‌گذاری می‌کند و فاصله آن‌ها را در هر لحظه تا دوربین می‌سنجد. اعداد بدست آمده را با برچسب‌های کوچک روی لنز دوربین علامت می‌زند تا هنگام ضبط وضوح تصویر همواره حفظ شود.
دستیار فیلم‌بردار باید همیشه مراقب تمیز بودن لنز و فیلترهایی که روی لنز قرار می‌گیرند باشد. گرد و خاک و آشغال‌های ریزی که ممکن است به لنز بچسبند، در تصویری که گرفته می‌شود تأثیرگذارند.

### زمان پس از فیلم‌برداری
پس از اتمام فیلم‌برداری، دستیار فیلم‌بردار تمام وسایل را جمع می‌کند و مرتب و پاکیزه در جای خود قرار می‌دهد.
پیگیری ارسال فیلم‌ها به لابراتوار و چاپ فیلم، به همراه گزارش‌ها و توضیحات لازم، نیز از وظایف دستیار فیلم‌بردار است.